# Roderick MacKinnon
Roderick MacKinnon (Burlington, 19 febbraio 1956) è un biofisico, biochimico e cristallografo statunitense.
Ottenne nel 2003 il Premio Nobel per la chimica per gli studi sulla struttura e l'attività dei canali ionici in collaborazione con Peter Agre per la scoperta di canali proteici per l'ingresso di acqua attraverso la membrana cellulare.

## Biografia
Roderick MacKinnon è professore di neurobiologia molecolare e di biofisica alla Rockefeller University a New York e lavora anche per l'Howard Hughes Medical Institute.

## Apporti scientifici
Roderick MacKinnon è conosciuto grazie alle sue ricerche sulla struttura dei canali ionici calcarei e potassici impiegati nel trasporto dei segnali elettrici delle cellule. Il suo studio si incentrò sulla cristallizzazione e sullo studio funzionale dei canali ionici, nello specifico dei canale del potassio: dimostrò che la loro apertura e chiusura è regolata da segnali cellulari.